# Tredje flickan
Tredje flickan (originaltitel Third Girl) är en detektivroman av den brittiska författaren Agatha Christie. Den utkom på engelska 1966. Den belgiska detektiven Hercule Poirot och författaren Ariadne Oliver figurerar i romanen. Romanen är anmärkningsvärd för att vara den första på många år där Poirot är närvarande från början till slut. Det är ovanligt på så sätt att utredningen inkluderar upptäckten av det första brottet, vilket sker relativt sent i romanen.

## Handling
Norma Restarick söker hjälp hos Poirot i tron att hon kan ha begått mord. När hon ser honom flyr hon och säger att han är för gammal. Han tar sig an fallet och finner att Ariadne Oliver skickade Norma till honom. Han tror att det är ett mord som föranledde Normas rädsla. Poirot och Mrs Oliver samlar information genom att besöka hennes föräldrahem och hennes hyreshus. Norma kommer inte hem efter ett veckoslutsbesök hos sin far och styvmor. Mrs Oliver hittar henne av en slump på ett kafé tillsammans med sin pojkvän David. Poirot träffar Norma på kaféet, där hon nämner dödsfallet igen. Efter att ha beskrivit de märkliga tillfällen då hon inte kan minnas vad som har hänt, går hon därifrån i skräck igen. Mrs Oliver följer efter David och hamnar på sjukhus efter att ha blivit slagen i huvudet när hon lämnade hans ateljé. Poirot ordnar så att doktor Stillingfleet följer efter Norma. Han drar henne i säkerhet efter en närkontakt med den framrusande trafiken och tar henne till sitt hem för behandling och säkerhet.
Normas pappa Andrew övergav henne och hennes mamma Grace när Norma var ungefär 5 år gammal. Andrew hade rymt med en kvinna i ett förhållande som tog slut kort därefter. Han reste runt i Afrika i ekonomiskt framgångsrika projekt. Norma bodde med sin mor fram till Graces död två och ett halvt år tidigare. Andrew återvände till England efter att hans bror Simon dött ett år tidigare, för att arbeta i familjeföretaget och anlände med en ny ung fru, Mary. Norma kan inte känna igen något bekant hos den här mannen, men accepterar honom. Norma är den tredje flickan i sin lägenhet på samma sätt som unga kvinnor annonserar efter en tredje flicka som ska dela på hyran. Den huvudsakliga hyresgästen, Claudia, är sekreterare till Normas nyfunna far; den andra flickan, Frances, reser ofta för det konstgalleri där hon är anställd.
Mrs Oliver får veta att en kvinna i hyreshuset nyligen hade dött genom att falla från sitt fönster. Det går en vecka innan hon berättar det för Poirot, som tycker att det är det som stör Norma. Kvinnan hette Louise Charpentier. Norma berättar att hennes pappa rymde med Louise Birell. Senare hittar Mrs Oliver ett papper som kopplar Louise Charpentier till Andrew. Mary Restarick har blivit sjuk av gift i maten. Sir Roderick anlitar Poirot för att hitta dokument som saknas i hans arkiv, vilket gör att den unga Sonia misstänks.
Norma lockas från Dr Stillingfleet av en annons i tidningen för att träffa David, och blir återigen drogad. Frances dödar David. Hon sätter upp det för att se ut som att Norma gjorde det, men blodet på kniven stelnade när Norma kom på sig själv med att hålla i den. Med polis och familj samlade i lägenheten meddelar Poirot att Andrew dog i Afrika. Robert Orwell utger sig för att vara hennes far för att få familjens rikedom. Som en del av knepet lät han David måla porträtt av honom och hans avlidna hustru i stil med en målare som var populär 20 år tidigare. Det grymmaste är att han och hans fru har gett Norma olika droger som ger henne hallucinationer och en förändrad tidsuppfattning, för att få henne att framstå som skyldig. Dessutom hade hustrun förgiftat sig själv i hopp om att kunna fästa det på Norma också. Louise skrev till Andrew när hon fick veta att han var tillbaka i England, så Frances dödade Louise. Detta är mordet som Norma fruktade att hon hade gjort. Kvinnan som utgav sig för att vara hennes styvmor var också Frances, som använde en blond peruk för att täcka sitt mörka hår när hon bytte roll. Poirot tar peruken ur väskan för att göra den poängen. Mordet på de två som kunde avslöja bedragarna var bara ett av hennes brott. Sonia blir rentvådd när hon upptäcker att Sir Roderick har tappat bort sina papper, och de två ska gifta sig. Poirot hade valt Dr Stillingfleet för att hjälpa honom med Norma i hopp om att de två skulle gifta sig, och det kommer de att göra.

## Karaktärer
- Hercule Poirot: berömd belgisk detektiv
- Ariadne Oliver: Poirots vän, den hyllade deckarförfattaren
- Miss Felicity Lemon: Poirots sekreterare
- George: Poirots betjänt
- Kommissarie Neele: Poirots poliskälla och utredare för andra mordet
- Sergeant Conolly: en polis i fallet
- Dr John Stillingfleet: läkare och psykiater
- Goby: han leder ett nätverk av personer som samlar in data för Poirot
- David Baker: Normas pojkvän.
- Miss Battersby: f.d. rektor för Meadowfield School
- Robert Orwell: en man som träffade Andrew Restarick på ett projekt i Afrika och senare utger sig för att vara Andrew

Boende i Sir Rodericks hem i Long Basing:
- Sir Roderick Horsfield: 65 år gammal, en gång aktiv i andra världskrigets underrättelsetjänst, skriver sina memoarer, morbror till bröderna Simon (död ett år tidigare) och Andrew Restarick
- Sonia: Sir Rodericks personliga assistent, ung kvinna från Hercegovina
- Andrew Restarick: Normas pappa, som inte setts till sedan hon var 5 år gammal, återvände tydligen för ett år sedan.
- Mary Restarick: Andrews unga blonda andra fru och Normas styvmor.

Boende på Borodene Mansions:
- Claudia Reece-Holland: har hyreskontraktet för lägenheten #67 där Norma bor, sekreterare till sin far och dotter till en parlamentsledamot
- Frances Cary: rumskamrat till Norma och Claudia
- Norma Restarick: ung kvinna i 19-20-årsåldern, den tredje flickan i lägenheten.
- Louise Birell Charpentier: kvinna i mitten av 40-årsåldern, dog nyligen av fall från #76
- Fröken Jacobs: äldre kvinna, granne med Claudia, och hade en enhet under Louises.

## Litterär betydelse och mottagande
Ovanligt för den här perioden hade The Guardian ingen recension av romanen.
Maurice Richardson drog i The Observer den 13 november 1966 slutsatsen: "Det finns den vanliga överraskningslösningen med dubbla förklaringar som kretsar kring ett kanske ganska artificiellt identitetsproblem; Men spänningen håller hela vägen. Dialogen och karaktärerna är livliga som flugor. Efter det här blir jag inte ett dugg förvånad över att se A.C. i minikjol."
Robert Barnard: "Ett av Christies mer pinsamma försök att hålla sig à jour med det svängiga sextiotalet. Mrs Oliver spelar en stor roll, upptäckten en liten."